# Kirovo (Oblast' autonoma ebraica)
Kirovo (in lingua russa Кирово) è un centro abitato dell'Oblast' autonoma ebraica, situato nel Leninskij rajon.